# Senaat (Ivoorkust)
De Senaat (Frans: Sénat) is het hogerhuis van het parlement van Ivoorkust. De Senaat telt 99 leden waarvan er 66 indirect worden gekozen. De overige 33 leden worden door de president benoemd. Verkiezingen vinden om de vijf jaar plaats.
Tot 2016 kende Ivoorkust een eenkamerparlement (Nationale Vergadering). In dat jaar kwam daar verandering met de instelling van de Senaat. De eerste verkiezingen voor de Senaat vonden in 2018 plaats. Van de verkiesbare zetels gingen er 50 naar de Rassemblement des houphouëtistes pour la démocratie et la paix (RHDP).
De eerste voorzitter van de Senaat was oud-premier Jeannot Ahoussou-Kouadio (2018–2023). Sinds oktober 2023 wordt het voorzitterschap bekleed door Kandia Camara (RHDP).

## Zetelverdeling